# Hietalahden jalkapallostadion
Il Hietalahden jalkapallostadion è lo stadio dove vengono giocate le partite di casa della squadra di calcio VPS, che milita nella Veikkausliiga.
Lo stadio contiene 4600 posti a sedere di cui 1500 al coperto.

## Incontri rilevanti

### Football americano
| Arbitri: | R-V Suojanen S. Carlsson H. Hogman J-P Schroderus P. Roimela |

| |           |                                                                       |
| Barrow 8':16" Q2 (TD) 1yd run Jalloh 4':42" Q2 (TD) 88yd pass from Haapamaki Barrow 2':18" Q2 (TD) 26yd pass from Haapamaki T. Suoste 7':55" Q3 (TD) 7yd run Barrow 2':08" Q3 (TD) 38yd pass from Haapamaki R. Viinamaki Q3 (tpc) pass from Haapamaki Barrow 7':11" Q4 (TD) 1yd run | Marcatori | E. Ojala 3':46" Q4 (TD) 22yd pass from T. Palmer J. Tuhkanen Q4 (pat) |